# Seləkəran
Seləkəran è un comune dell'Azerbaigian situato nel distretto di Astara. Conta una popolazione di 886 abitanti.